# Алиса Паломбо
Алиса Паломбо (на английски: Alyssa Palombo) е американска писателка на произведения в жанра драма, исторически роман и любовен роман.

## Биография и творчество
Алиса Паломбо е родена през 1989 г. в Бъфало, щат Ню Йорк, САЩ. Още от дете иска да бъде писателка и започва да пише разкази, а като тийнейджър и романи, които представя на семейството си. Следва в частния йезуитски колеж „Канисий“ в Бъфало, който завършва със специалности по английска филология и творческо писане. Обучава се и като класически обучен мецосопран, и също свири на пиано.
След дипломирането си започва работа, за да се издържа, но също продължава да преследва мечтата си и да пише в свободното си време, независимо от отхвърлянията на издателите.
Първият ѝ роман „Цигуларят от Венеция: тайната любов на Вивалди“ е издаден през 2015 г. Адриана д’Амато е дъщеря на богат венециански търговец, която е запленена от музиката и скришом взема уроци от гениалния композитор и цигулар Антонио Вивалди. Но тайните уроци бързо прерастват в страстна любовна авантюра и тя скоро ще трябва да избира между волята на баща си и любовта, а Вивалди, който е свещеник, между любимата си и музиката. Романът става бестселър в списъка на „Ню Йорк Таймс“ и я прави известна.
През 2017 г. е издаден романа ѝ „Най-красивата жена във Флоренция: музата на Ботичели“. Симонета Катанео, 16-годишна красавица от Генуа, се омъжва за Марко Веспучи и бързо навлиза в бляскавия свят на Медичите. Тя бързо става единствена муза на талантливия млад художник Сандро Ботичели, а забранената им любов ражда шедьовърът „Раждането на Венера“.
Алиса Паломбо живее в Тонаванда и Бъфало.

## Произведения

### Самостоятелни романи
- The Violinist of Venice: A Story of Vivaldi (2015)
Цигуларят от Венеция: тайната любов на Вивалди, изд.: „Софтпрес“, София (2016), прев. Паулина Мичева
- The Most Beautiful Woman in Florence: A Story of Botticelli (2017)
Най-красивата жена във Флоренция: музата на Ботичели, изд.: „Софтпрес“, София (2017), прев. Елмира Великова
- The Spellbook of Katrina Van Tassel: A Story of Sleepy Hollow (2018)
- The Borgia Confessions (2020)
Изповедта на Борджиите, изд.: „Софтпрес“, София (2021), прев. Яна Парашикова-Аролска
- Heavy Metal Symphony (2021)